# 245a Brigada Mixta (Exèrcit Popular de la República)
La 245a Brigada Mixta va ser una de les últimes Brigades Mixtes creades per l'Exèrcit Popular per a la defensa de la Segona República Espanyola durant la Guerra Civil Espanyola.

## Historial
La 245a Brigada es va organitzar, encara que precàriament, a la fi de 1938 a Catalunya i estava composta pels Batallons 977, 978, 979 i 980. Es va incorporar a la 77a Divisió del XXIV Cos d'Exèrcit, la missió del qual consistia a muntar un sistema defensiu al voltant del riu Tordera. La brigada, enllaçant amb la 242a Brigada Mixta, es va situar en el curs mitjà del riu cap al 27 de gener. D'aquí es va replegar cap a Vic, localitat que va intentar defensar encara que l'1 de febrer s'havia hagut de retirar novament, i va quedar pràcticament dissolta.

Segons els oficis i mapes del Corpo Truppe Volontarie italià (CTV)
El dia 29/01/1939, tocant a la població de Dosrius, per sobre de la ciutat de Mataró i molt propera a Calella de la Costa, tenen el lloc de comandament la 243a, 244a i 245a Brigades Mixtes.
A l'ofici del dia 01/02/1939, corresponent al dia 31/01/1939, el CTV ubica les restes de les Brigades Mixtes 243a, 244a i 245a prop de Sant Celoni, al costat d'Hostalric, Tordera i Blanes.
El dia 02/02/1939 han aparegut al sud de Llagostera les Brigades Mixtes 242a, 243a i 245a. La 245a Brigada Mixta és la que es troba més a prop d'aquesta població.
El dia 03/02/1939 l'enemic a oposat molta resistència entre Llagostera i Girona però ja no es fa referència a cap de les Brigades Mixtes anteriors, tot i ser la zona on estaven oposant resistència.
Després d'aquesta resistència la retirada cap a la frontera francesa era ja un fet i es podia considerar tant la 245a com la resta de Brigades Mixtes pràcticament dissoltes.

## Arxius
- Arxiu Nacional de Catalunya (ANC) - Secció Corpo Truppe Volontarie italià (CTV) - Oficis i mapes.